# Орша-Центральна
Орша-Центральна (біл. Орша-Цэнтральная) — вузлова залізнична станція Мінського відділення Білоруської залізниці на перетині електрифікованої магістральної лінії Москва — Берестя та неелектрифікованих ліній Вітебськ — Орша — Могильов I, Орша — Лепель, Орша — Кричів I.

## Історія
Станція відкрита 1871 року, одночасно з введенням в експлуатацію Московсько-Берестейської залізниці. У тому ж році була побудована перша дерев'яна будівля залізничного вокзалу станції Орша.
У 1902 році відкритий рух поїздів лінією Вітебськ — Орша — Могильов — Жлобин, яка згодом увійшла до складу Ризько-Орловської залізниці.
У 1912 році, на місці старого вокзалу, побудована бетонна двоповерхова будівля (архітектор  — І. І. Струков), яка із західної та східної сторін мала по дві чотиригранні колони з зубчастим парапетом.
10 березня 1926 року завершене будівництво лінії Орша — Лепель.
У середині 1930-х років пасажиропотік через станцію Орша значно збільшився, виникла необхідність в розширенні вокзалу. Був розроблений проєкт його добудови і за три передвоєнні роки виконані деякі роботи щодо внутрішнього планування і обробці, а також зовнішнього облицювавання.
Під час Другої світової війни будівля вокзалу була частково зруйнована.
У 1944 році почалося відновлення будівлі вокзалу у відповідності з початковим проєктом, і наприкінці 1947 року вокзал був повністю відновлений. За задумом архітектора М. І.  Туманського були внесені значні зміни в його архітектурно-художнє оформлення. На території станції неподалік від будівлі вокзалу встановлено пам'ятник Костянтину Заслонову за проєктом З. І. Азгура.
У 1953 році перебудована будівля вокзалу, на західній і східній сторонах добудований другий поверх.
22 грудня 1976 року розпочато встановлення опор контактної мережі на дільниці Орша-Центральная — Хлусово.
27 грудня 1979 року завершена електрифікація дільниці Орша — Красне з відкриттям руху приміських електропоїздів.

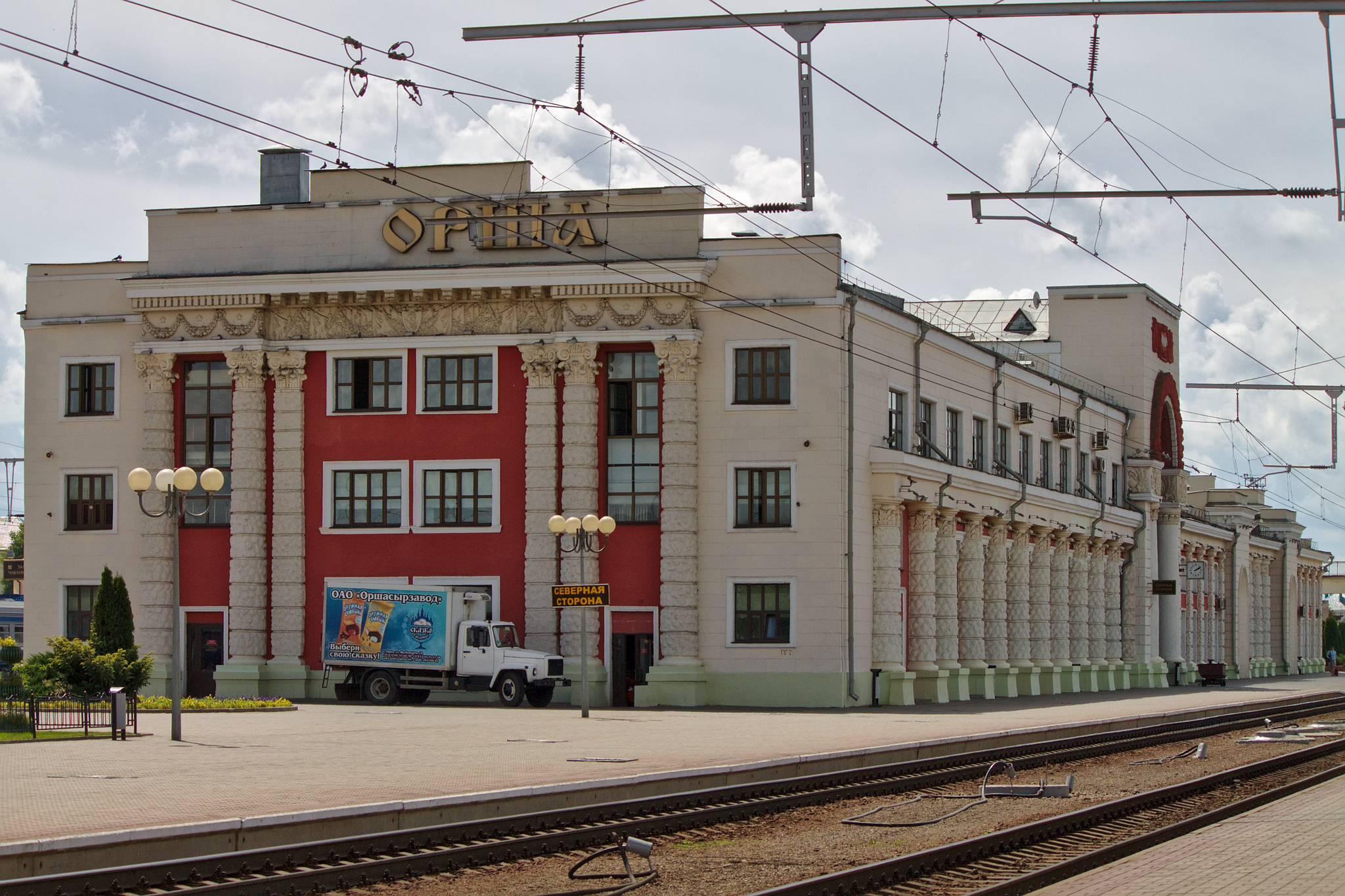
Північна сторона вокзалу
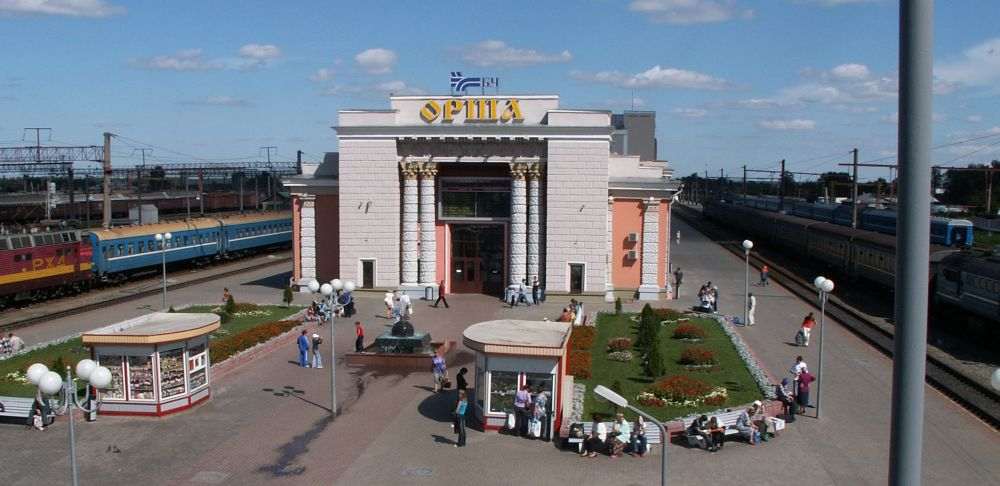
Південна сторона вокзалу
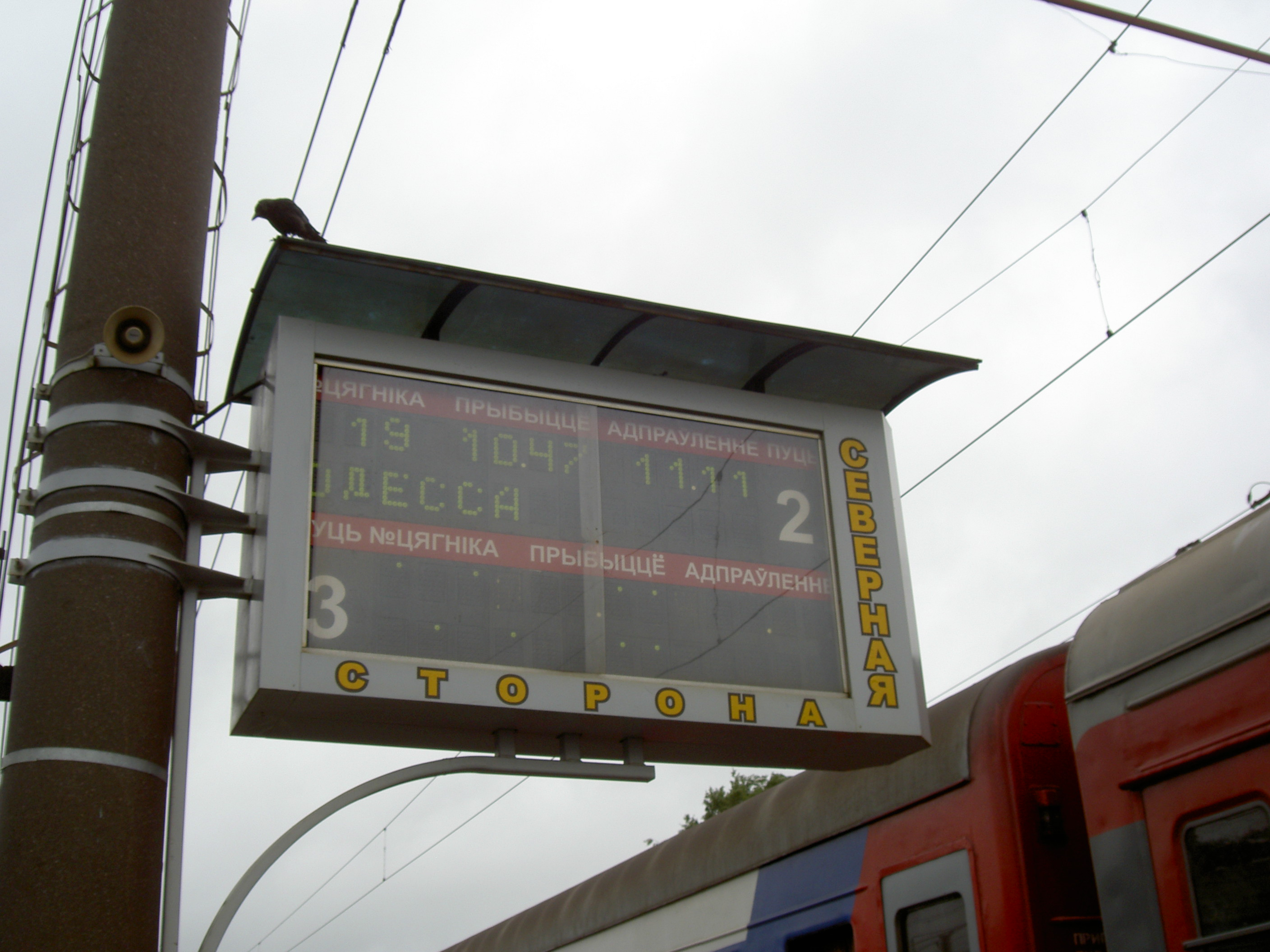
Електронне табло

1 червня 1980 року відкритий рух пасажирських поїздів на електротязі під електровозами ЧС4Т на дільниці Смоленськ — Орша.
2 липня 1981 року завершена електрифікація дільниці Красне — Смоленськ. Під електротягою на дільниці Орша — Смоленськ вирушив перший вантажний поїзд.
18 грудня 1981 року завершена електрифікація дільниці Орша — Борисов. Відкритий рух пасажирських поїздів на електротязі від Москви до Мінська.
У 1980 році вокзал прикрасили нові інтер'єри, виконано часткове перепланування приміщень. Таким вокзал залишався до 2002 року.
Впродовж 2002—2004 років проводилася реконструкція вокзалу, яка в основному торкнулася внутрішнього перепланування та благоустрію території навколо вокзалу.
У 2007 році постановою Ради Міністрів Республіки Білорусь будівлі залізничного вокзалу Орша-Центральна надано статус історико-культурної цінності.

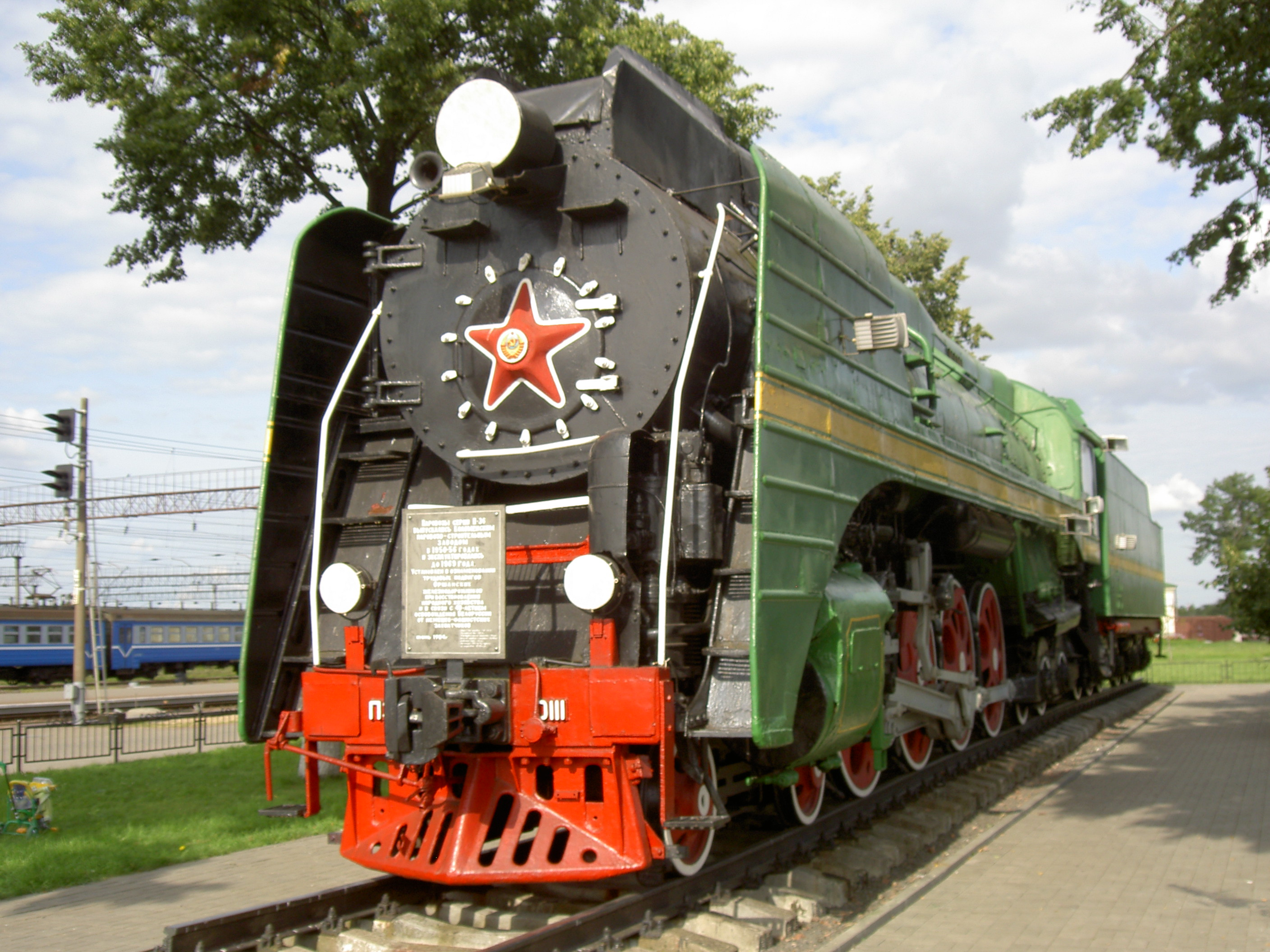
Пам'ятник паровозу серії П-36
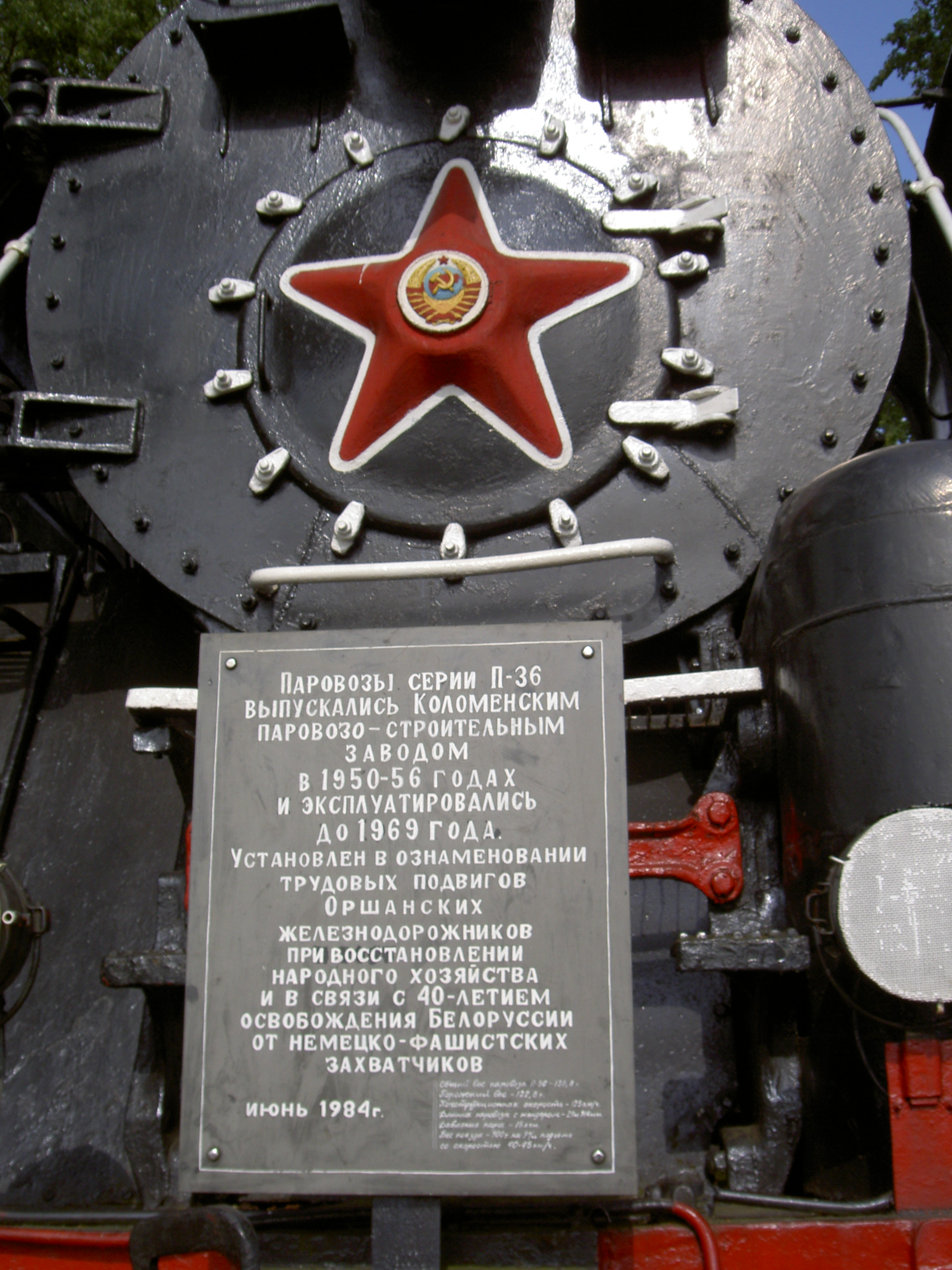
Меморіальна дошка
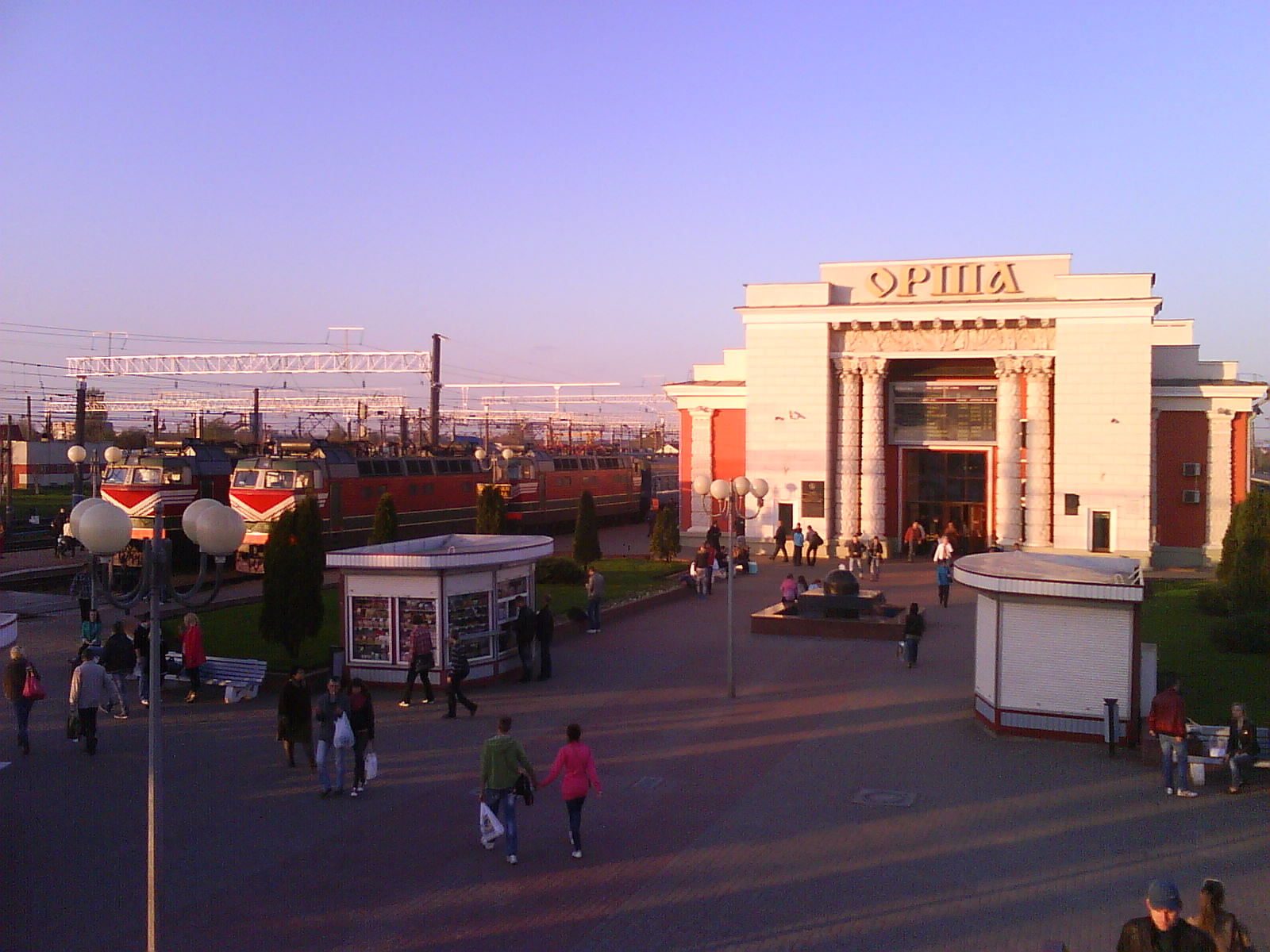
Сучасний вокзал

14 січня 2022 року о 16:40 рятувальникам МНС Білорусі надійшло повідомлення, що внаслідок негоди на станції Орша-Центральна відбулося падіння опор, які підтримували теплотрасу та електрокабель. За даними МНС Білорусі, в результаті затримки в русі поїздів не відбулося, а постраждалих вдалося уникнути.

## Інфраструктура
До складу вокзального комплексу входять: пасажирська будівля острівного типу, дві оострівні платформи, пішохідні переходи, багажне відділення, туалети.
Будівлі вокзального комплексу обладнані спеціальними пандусами, пішохідними переходами, які розташовані на одному ж рівні між платформами і пероном, для заїзду (проїзду) інвалідів-візочників. На території вокзалу є візуальна інформація, виконана у вигляді інформаційних табличок із зазначенням телефонного номера, за яким пасажир з обмеженими можливостями може звернутися у разі скрутної ситуації, що виникла на території залізничного вокзалу.

## Пасажирське сполучення

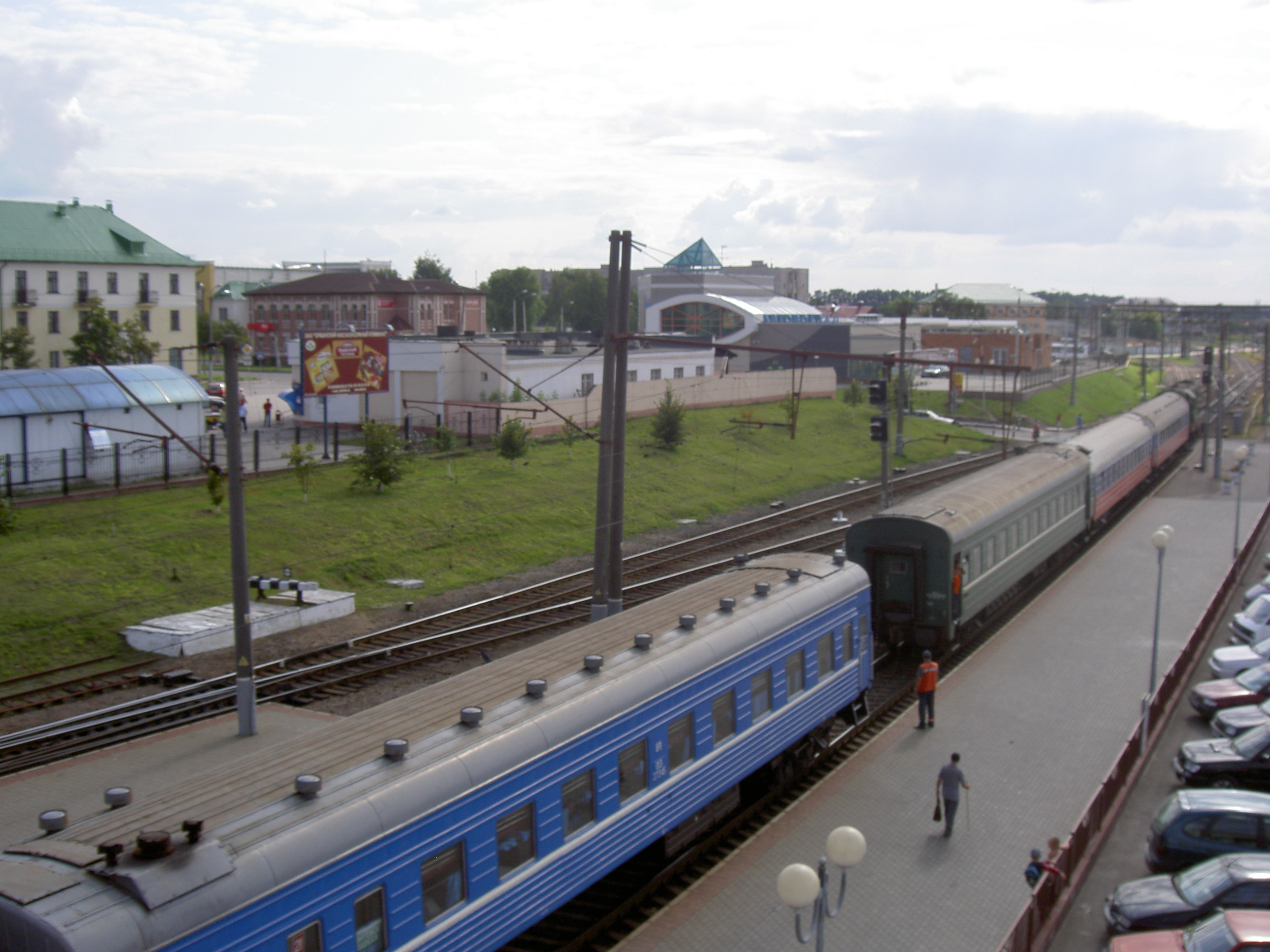
Поїзд міжнародних ліній

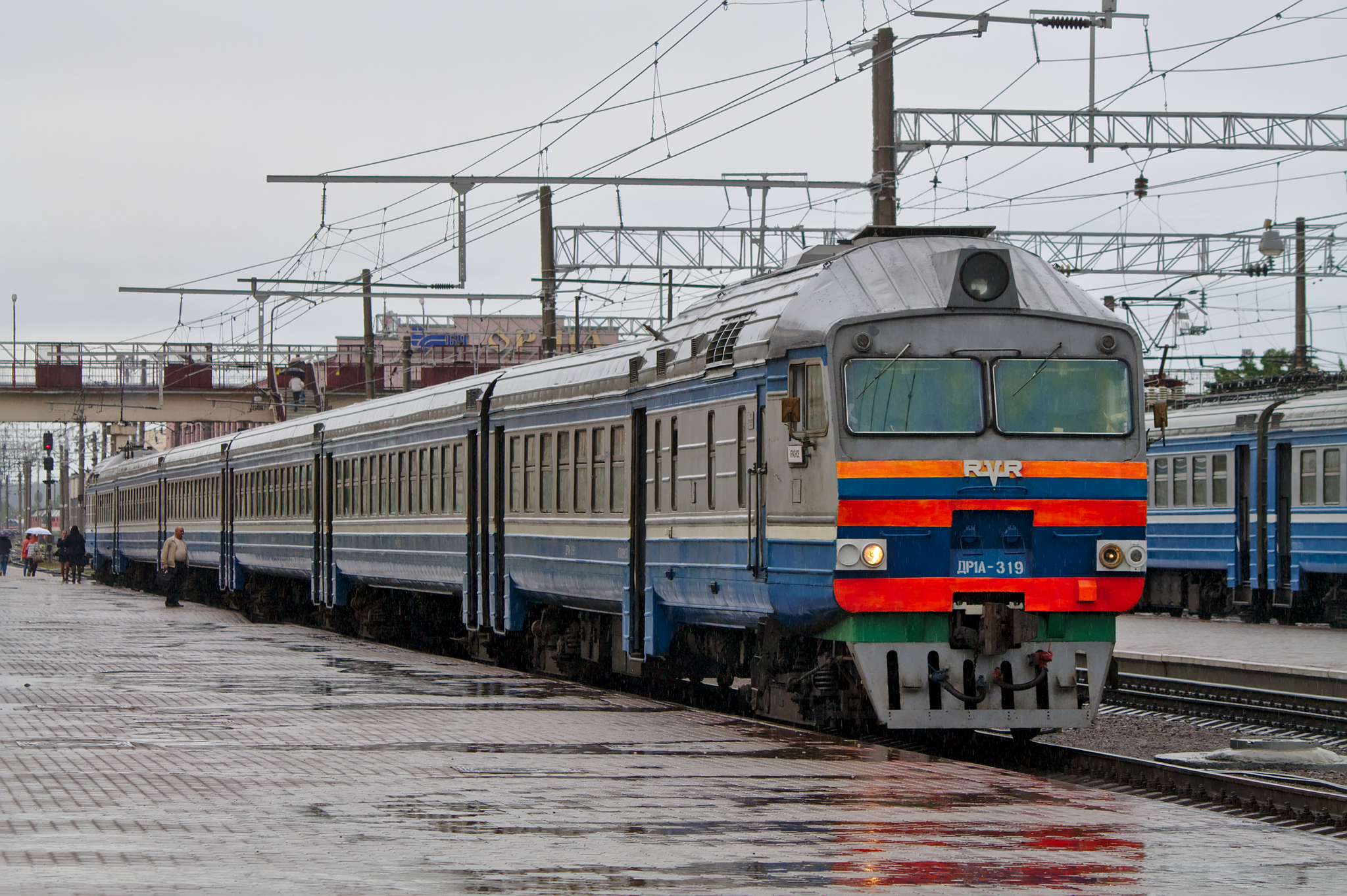
ДР1А-319 на станції Орша-Центральна

Через станцію Орша-Центральна прямують пасажирські поїзди міжнародних та міжрегіональних ліній, а також регіональних ліній бізнес- та економкласу.
Далеке сполучення
Поїзди міжнародних ліній сполучають станцію Оршу-Центральну з Москвою, Санкт-Петербургом, Калінінградом, Карагандою, Мурманськом, Новосибірськом, Саратовом; під час курортного сезону — з Анапою, Адлером, Мінеральними Водами.
З березня 2020 року, через карантинні обмеження, що були спричинені поширенням захворювань на COVID-19, був припинений рух поїздів у міжнародному сполученні з Києвом, Харковом, Кишиневом, Варшавою, Вільнюсом, Ніццею, Парижем, Прагою на невизначений термін.
Поїзди міжрегіональних ліній прямують до Мінська, Берестя, Барановичей, Вітебська, Гомеля, Гродно, Коммунарів, Кричева, Могильова, Полоцька, Солігорська.
Приміське сполучення

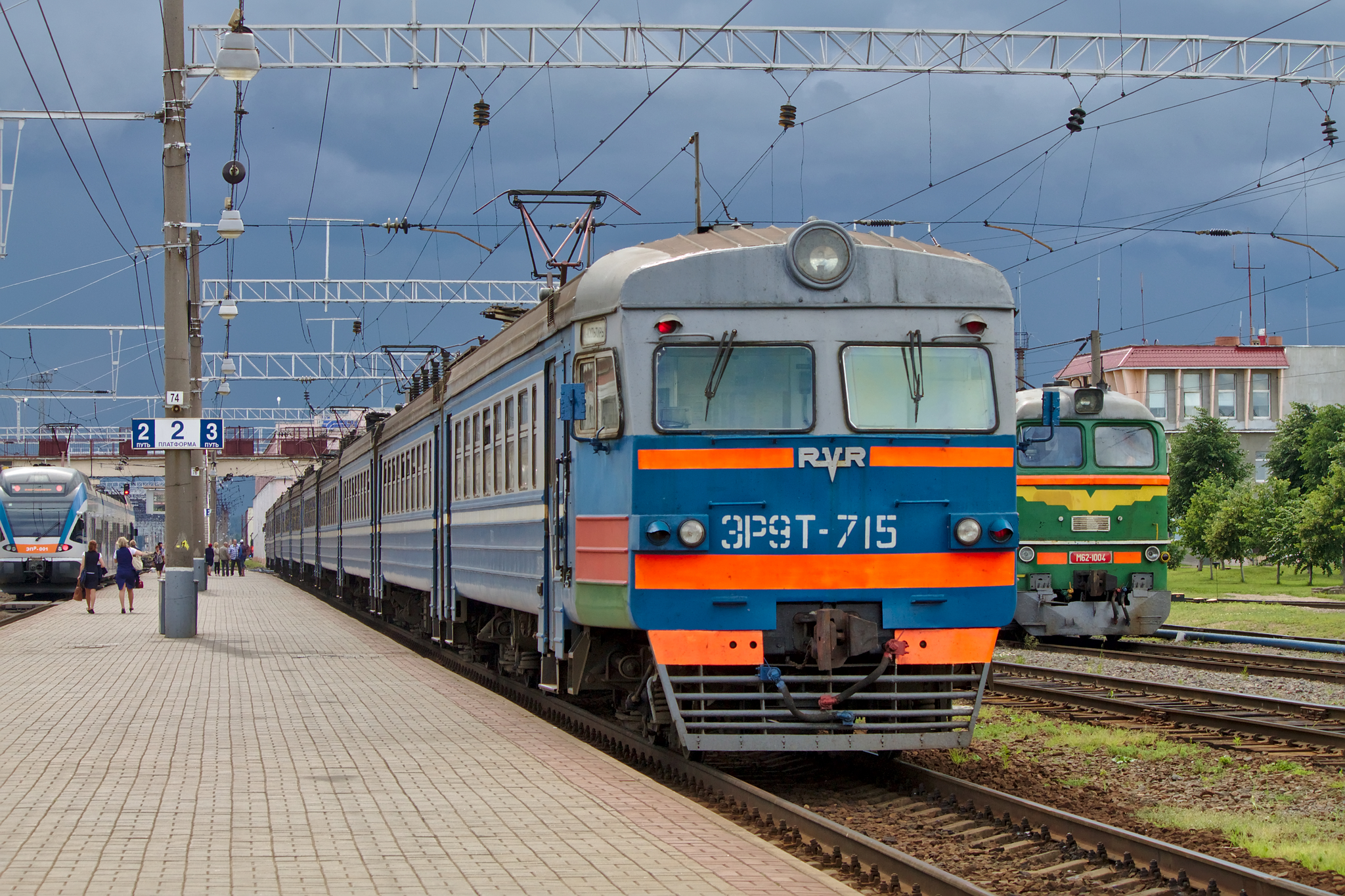
ЕР9Т-715 регіональних ліній економкласу

Приміське сполучення здійснюється поїздами регіональних ліній економкласу і міських ліній за маршрутами:
- Орша — Борисов
- Орша — Вітебськ
- Орша — Красне
- Орша — Кричів I
- Орша — Могильов I
- Орша — Мінськ (Інститут культури)
- Орша — Мінськ-Східний
- Орша — Лепель
- Орша — Погодино.

## Галерея

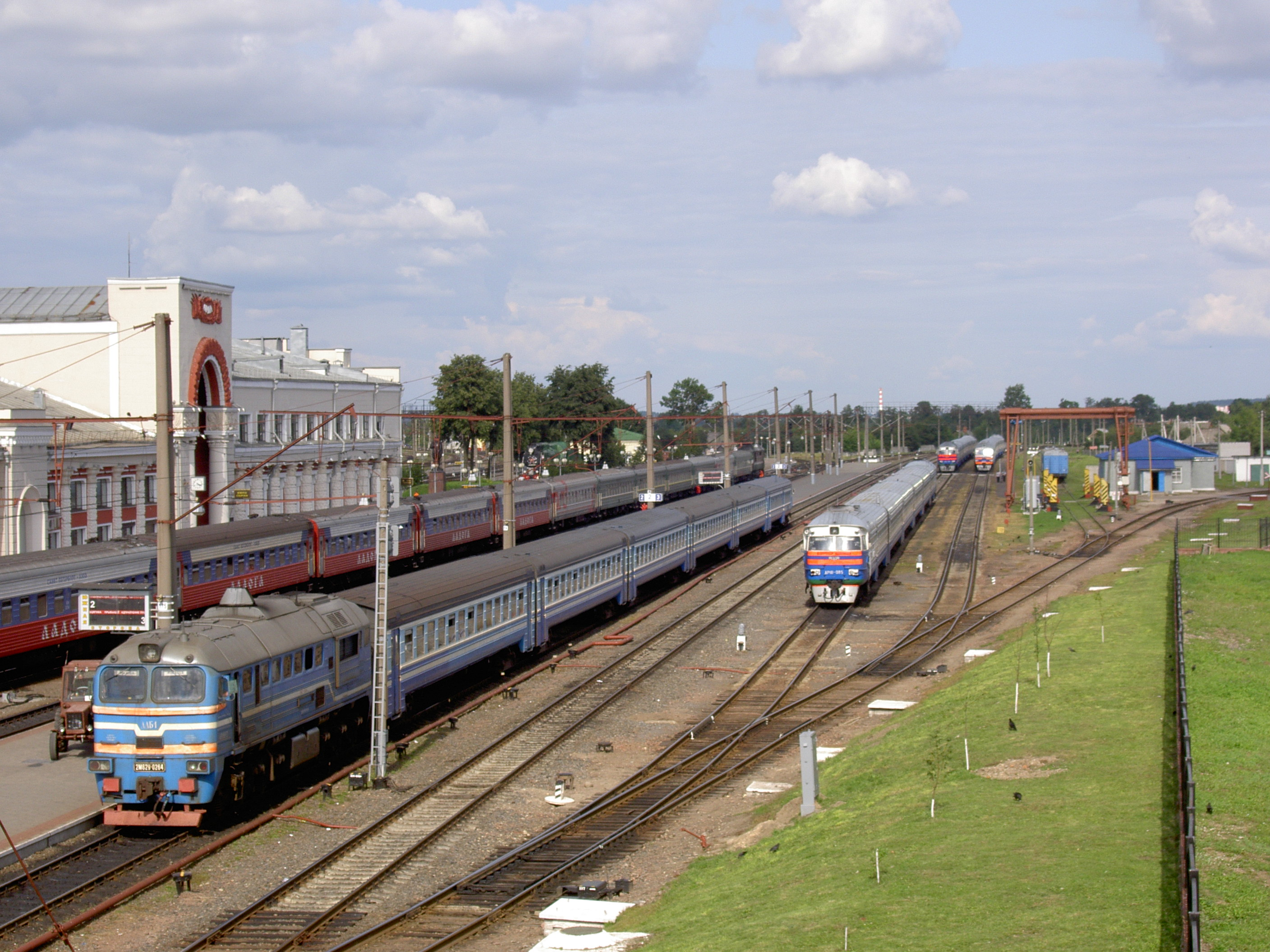
Пасажирські поїзди
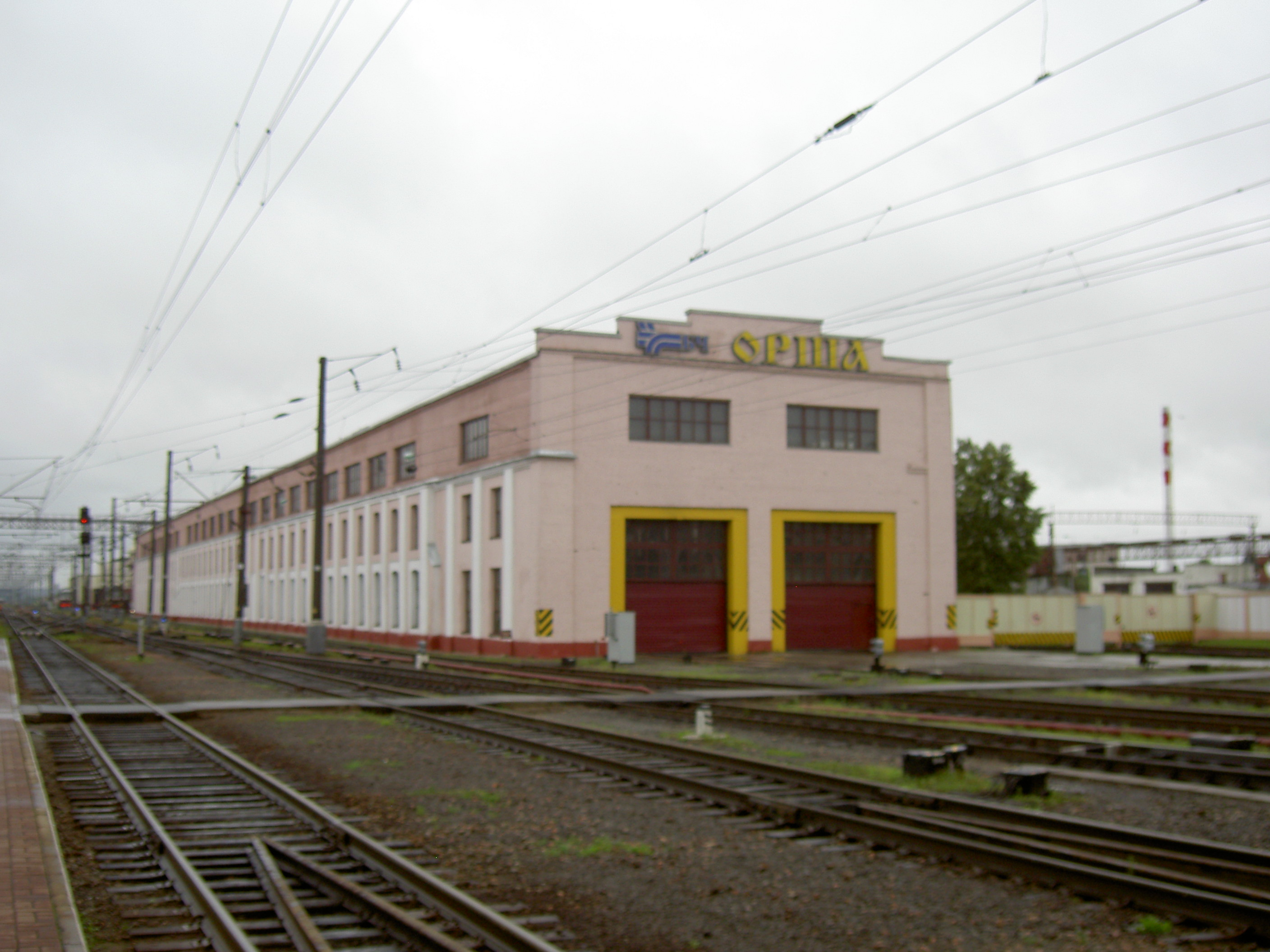
Локомотивне депо
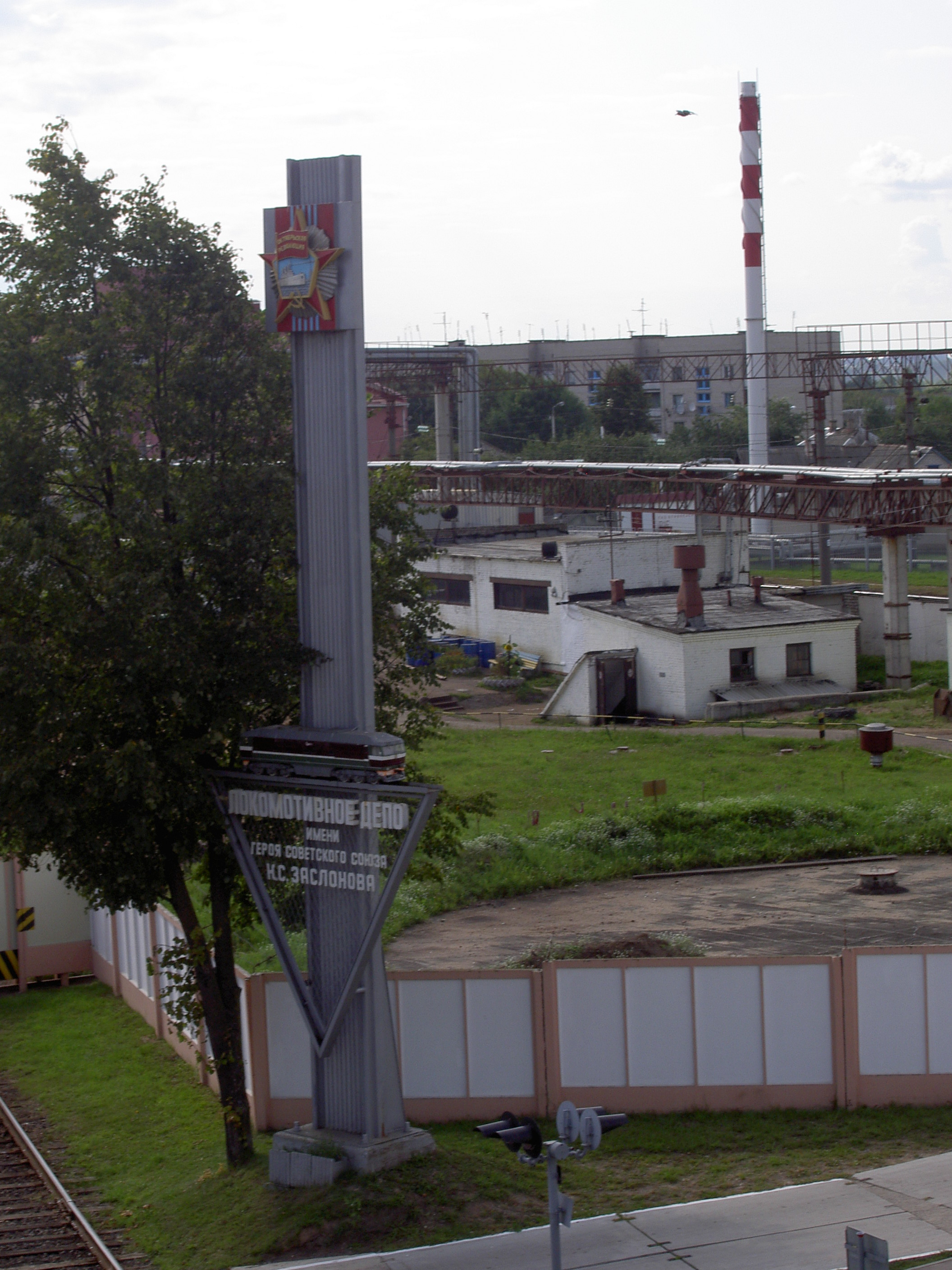
Показжик
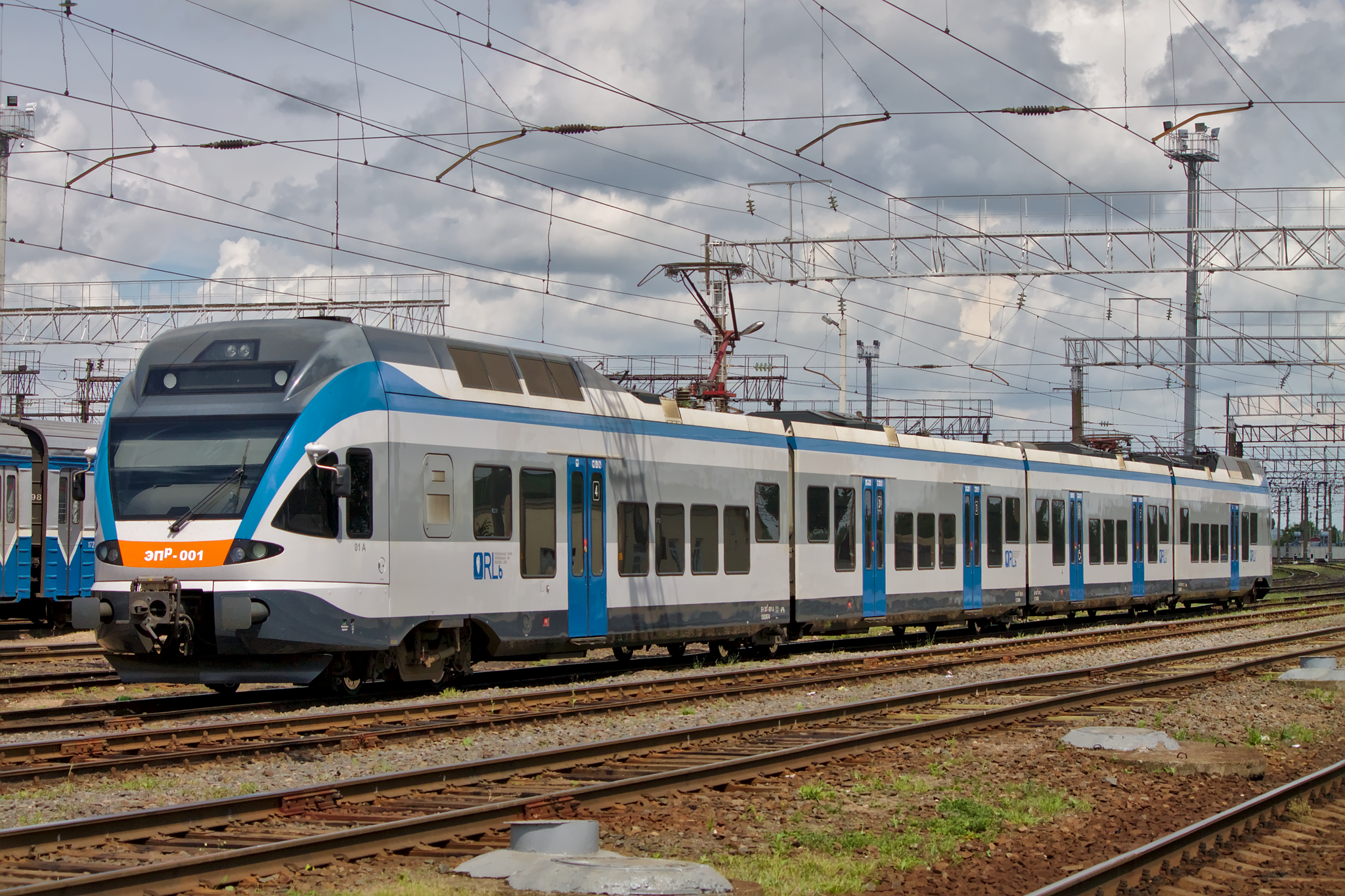
Поїзд регіональних ліній бізнес-класу ЕПр-001
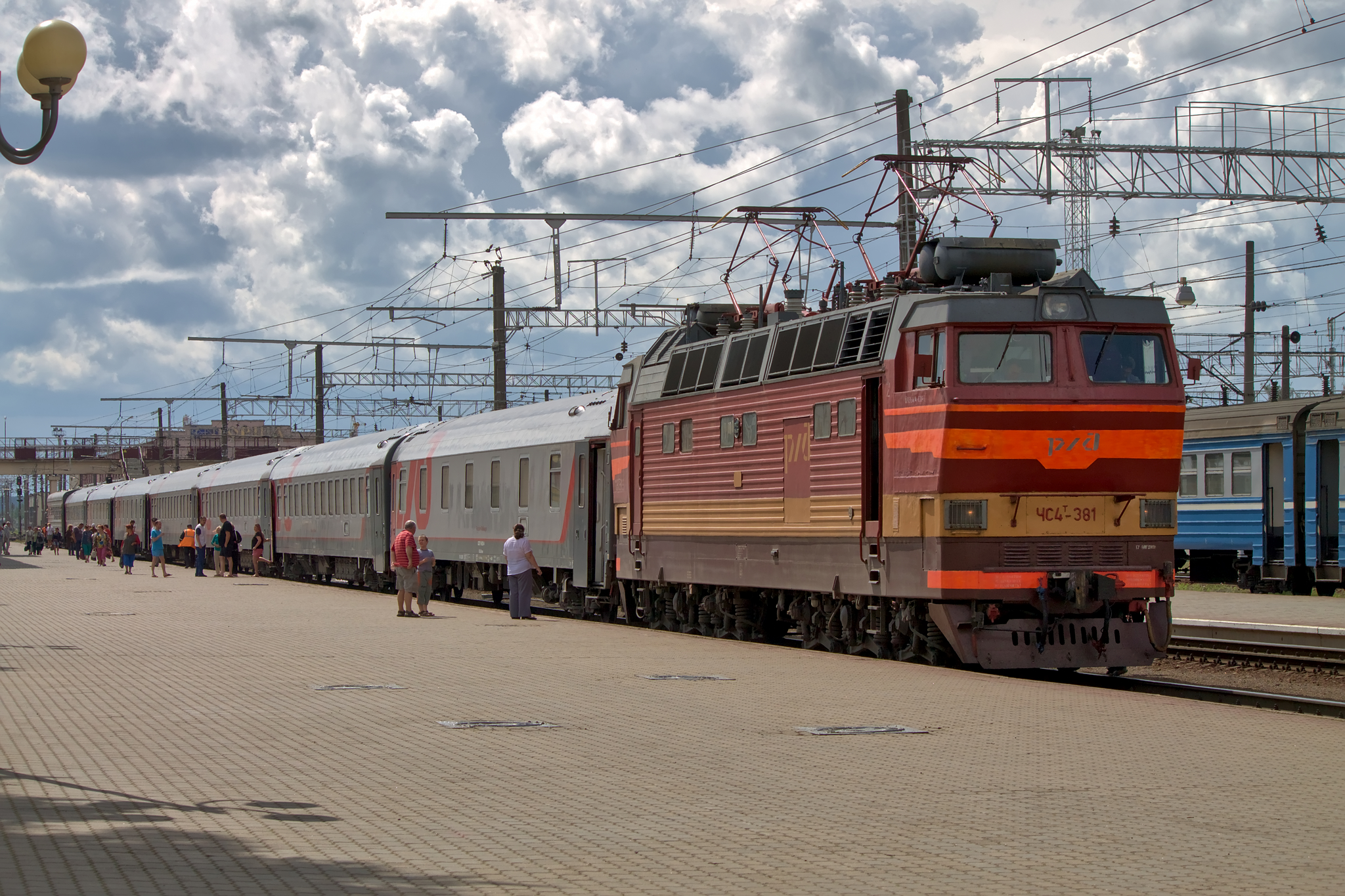
ЧС4т-381 з поїздом Прага — Москва
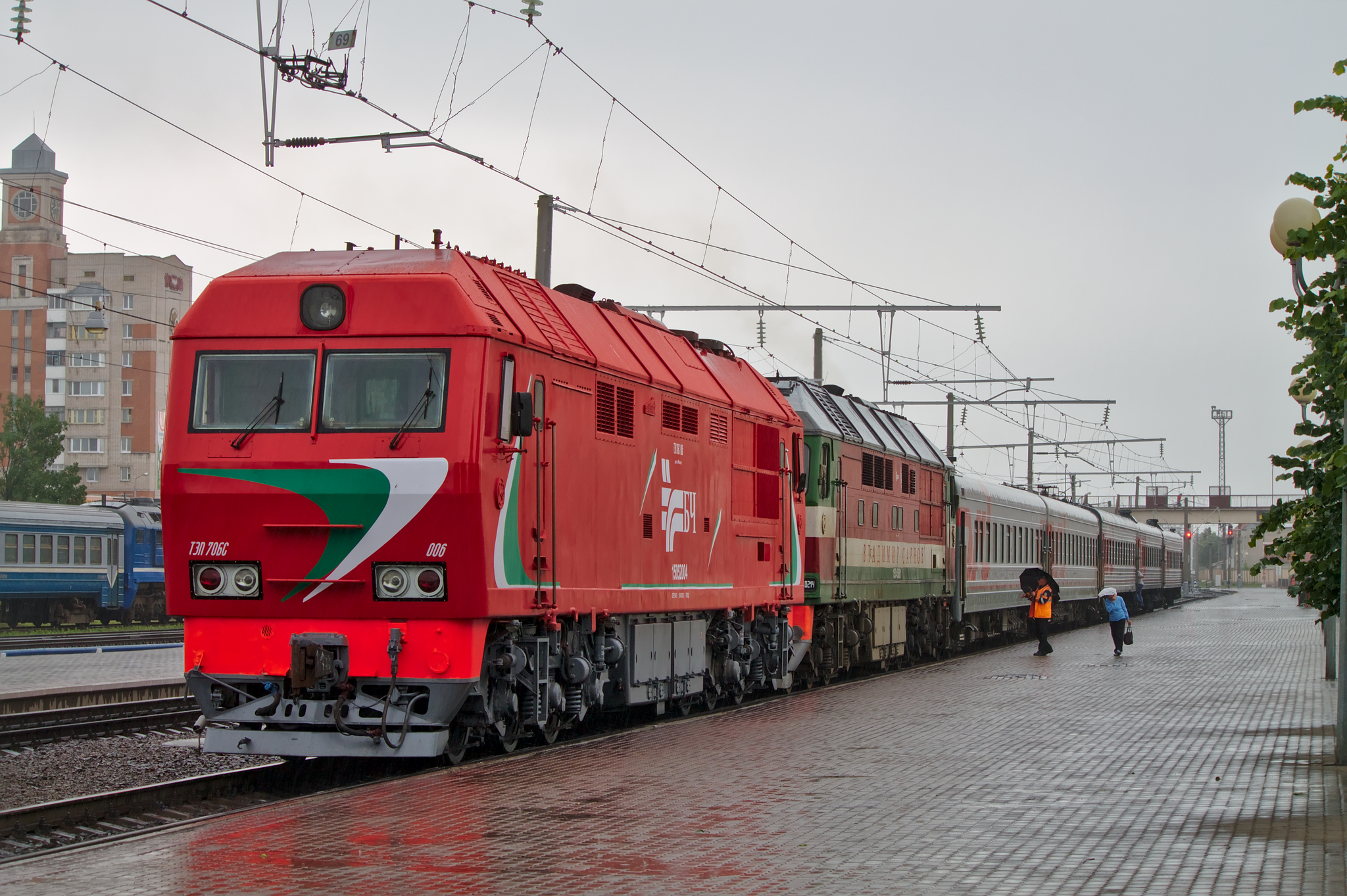
ТЕП70БС-006 і ТЕП70-0214 з поїздом Одеса — Санкт-Петербург